# のらうさぎ
『のらうさぎ』は小城徹也による日本の漫画作品。『ヤングガンガン』（スクウェア・エニックス）において、2013年11号から2014年24号まで連載。『のらうさぎ狩り』と隔号で連載された。
単行本は〈ヤングガンガンコミックス〉より全3巻。 
話数は『のらうさぎ』では「第〇羽」。『のらうさぎ狩り』では「第〇狩」と表記される。
単行本ではつきみが地球へ赴く際、服装がバニースーツになった経緯を説明する前日譚『のらうさぎ小屋』もあり、こちらは「〇軒目」と表記される。

## ストーリー
つきみは地球の生態を調査する為に月から派遣された異星人。ウサ耳の生えた姿を人間に化けられるように試行錯誤し、ついにバニースーツ姿へと辿り着くが、それが非常識な姿であると気が付くことはなく、地上で活動を開始する（『のらうさぎ』）。
一方、つきみの地球派遣を危険視した異星勢力があった。月を支配しようとする彼らはその尖兵としてアメシマ大佐らを送り込み、つきみ抹殺へと動き出す（『のらうさぎ狩り』）。
つきみと大佐らは時として邂逅し、すれ違いながら非常識な日常を展開する！

## 主な登場人物
『のらうさぎ狩り』の登場人物も記載する。

### 月星人
月からやって来た異星生命体。月星人は本稿のための仮称で、原作では自身を何と呼称しているのかの記載は無い。
外見的には人間であるが、耳はなく代わりに頭部へウサ耳を持つ。また第27狩の描写によると体重が異様に重い（まんげつで200kg近い体重）らしい。
彼らは身体が切り裂かれても融合し、元に戻るのが可能な生命体であり、第29羽で「私を八つ裂きにすれば、絶命すると思っているなんて、なんたる非常識」とつきみ自身が発言している。
つきみ
月からやってきた調査員で、宇宙人の女の子。見た目は青いバニーガールの美少女。真面目で研究熱心だが凄まじく空気が読めない。ニンジンが好物。
第17羽で偽造したと思われる8t車限定の中型運転免許証には「宇佐美 美月」との表記があり、これが地球での偽名であると思われる。
まんげつ
つきみのライバルを自称する少女。こちらは赤いバニーガール姿。グラマーな大人体型だが思考は子供っぽい。地球調査員に選ばれなかったのを恨み、つきみを妨害しに現れるが、ドジッ子属性のために失敗する。
その後、大佐らに襲われて身柄を拘束されるが、何とか脱出して月へと帰還した（と思われる）。驚いたり不安になると、しばしば失禁して、その匂いをアメシマ大佐に利用されてしまう。
つきみの兄
第22羽の夢の中で登場。前髪で隠れて顔は見えない。

### 地球外生命体
つきみを狙う異星人達。こちらも己を何と呼称しているのかは明らかにされていない。
頭部に獣耳を持つ。地球外生命体は概して嗅覚が発展しているらしく、つきみが水で体臭を消した際は感知出来なかった。
アメシマ大佐
つきみ抹殺を目論む地球外生命体の女性。見た目はネコミミ娘。カンバラに「雑種」と呼ばれると怒る。
第14狩でカンバラと共に擬装用のバニースーツを着用。見事にまんげつを捕獲するのに成功し、追ってきたつきみを八つ裂きにする。
オギノ少尉
アメシマ大佐の部下を務める女性。見た目は頭に耳を隠すため、両側頭部へ薔薇をつけた黒髪の少女。長髪だったが、第9狩から短髪になる。
カンバラ中佐
第10狩で大佐の増援として派遣された。見た目はベレー帽を被ったメガネっ娘。その実力で軍で異例の出世をしたが、性格はチャラくて態度が悪く、事ある毎にアメシマ大佐と衝突する。
実はカナヅチ。体内に「駒狗（こまいぬ）」と呼ばれる蟲を飼っており、本気を出すとこれを武器にして戦う。
コミヤ准尉
カンバラの部下。見た目は吊り目で褐色肌の幼女。知性派らしく、ノートパソコン等を使って作戦を立てる。

### その他
マダナイ
第16羽より登場。少女の姿をしているが、地球に飛来する異星人を取材している（どこかの星の）新聞記者である。詳細は不明。どこの勢力所属かもはっきりしない。
地球での偽名は、猫田（ねこた）。

## 備考
作者の要望でグラビアアイドルの今野杏南（こんの あんな）が、バニースーツ姿なつきみのコスプレを披露し、『ヤングガンガン』2014年7号にて実写版『のらうさぎ』の掲載に至っている。そこまで至る経緯は、単行本2巻の「数奇な巡り合わせはひょんな事から!!」P119-120に詳しい。
また、今野のバニーつきみは、単行本2巻の帯にも登場している。

## 書誌情報
『のらうさぎ』小城徹也 スクウェア・エニックス〈ヤングガンガンコミックス〉全3巻。
1. 2014年1月25日初版発行　ISBN 978-4-7575-4213-6
2. 2014年3月25日初版発行　ISBN 978-4-7575-4261-7
3. 2015年2月25日初版発行　ISBN 978-4-7575-4565-6